# Uduba evanescens
Uduba evanescens is een spinnensoort uit de familie van de Udubidae. De wetenschappelijke naam van de soort werd voor het eerst geldig gepubliceerd in 1901 door F. Dahl als Calamistrula evanescens